# 辛酸なめ子
辛酸 なめ子（しんさん なめこ、1974年8月29日 - ）は、日本の漫画家、コラムニスト。血液型A型。東京都千代田区生まれ埼玉県さいたま市浦和区育ち。武蔵野美術大学短期大学部デザイン科グラフィックデザイン専攻卒業。

## 経歴
東京都千代田区で生まれ、埼玉県で育つ。子供の頃からヨーロッパの貴族を題材にした漫画などを描いていた。父の仕事の関係で引越しが多く幼稚園で1回、小学校で2回転校している。小学五年生から四谷大塚進学教室に通い、女子学院中学校・高等学校卒業後、武蔵野美術大学短期大学部（デザイン科グラフィックデザイン専攻）に入学。同校在学時に中ザワヒデキの事務所でアルバイトをするかたわら、様々な創作活動を行なっていた。1993年（平成5年）にMacintoshでHyperCardを使った作品を制作し、1995年（平成7年）にはWebサイト『女・一人日記』を開設するなど、PCやインターネットを媒体とするマルチメディア作品に早くから取り組んでいたことでも知られる。1994年に渋谷パルコのフリーペーパー『GOMES』主催のGOMES漫画グランプリでGOMES賞を受賞（審査員は吉本ばなな）。これをきっかけに雑誌の連載などを始める。
2008年7月30日、おおひなたごう主催の『第1回ギャグ漫画家大喜利バトル』に出演し、準優勝した。2009年、Meets別冊『東京通本』では聖子ちゃんカットでカヴァーガールを務めた。

## ペンネーム
辛酸なめ子というペンネームは、高校時代に自主制作した新聞『小西新聞』のコラム「針金アート入門」で使ったもので、周りから「薄幸そうに見える」とよく言われていたことに由来する。デビュー当初は漫画やイラストの執筆時には辛酸なめ子、その他の文筆業やアート作品の制作では本名の池松江美と名義を使い分けていたが、最近では境界が曖昧になりつつある。

## 作風
- アート作品は、自身が女性であることを逆手にとった作品や、「役に立たない珍発明」的な三次元作品などが主であるが、ほとんどが「人間関係についての強迫観念」をテーマとしている。
- 慇懃でおっとりとした文体とは裏腹に、独特な画風と皮肉の効いたコラムで人気を博しており、「ガーリーな毒」と称される。現在、『週刊文春』の「ヨコモレ通信」、サイゾーの『女・一人修業』他、新聞・雑誌に多数の連載を抱えている。また、黒田清子（旧名：紀宮清子内親王）のファンであり、彼女の皇族時代には皇居の新年一般参賀に出向いたこともあったほか、小冊子『Saaya & Me』も作製した[8]。護憲派にして（以下の共著参照）、日本の歴史と伝統を重んじる保守系皇室ウオッチャーの1人である。
- 女性向けの最新流行文化を自ら体験し、それに対する違和感を皮肉たっぷりに表現する仕事が多いが、「ソウルメイトを探している」とたびたび発言し展覧会のテーマにするなど、ニューエイジ文化の一部についてはビリーバーである。サイン会ではサインと共に好きな動物などのイラストを描いてくれる[9]。

## 人物
- SPEEDの曲で自らは体験できなかった青春を味わっている[6]。ブリトニー・スピアーズのファンで、ブリトニーが経営するレストランに赴き、いずれはブリトニーの口に入るかもしれないという彼女ならではの発想で、出されたフォークなどを舐めまくった、という逸話がある。
- パリス・ヒルトン、リリー・アレン、ケイティ・ペリー[10]など海外セレブリティへのインタビューを行っている。アレンのシングル「スマイル」には、辛酸が手がけた公式の日本語訳も存在する[11]。
- 横尾忠則を尊敬している。また草間彌生のファンである[12]。
- 「自分にはフランス人の、しかも貴族の血が流れていたらいいな」と思っていたが、病気のリスクを知ることが出来るというアメリカ合衆国の遺伝子検査「23andMe」を受けた際、祖先の人種構成は80.79％が日本人、祖先が居住していた国は日本・モンゴル・中国で、白人の血は含まれていないという結果が出て落胆した[5]。また、心室細動やアルツハイマーのリスクは平均値より高く[5]、ノロウイルスへの抵抗は「耐性なし」[5]、筋肉パフォーマンスは「スプリンター並み」[5]などの結果が出た。
- 職業柄、仕事とプライベートの境目がつきづらいので、合間に出来ることで続いている趣味が、陰謀論や都市伝説の探究。それ以前はワーカーホリック気味であったが、2010年頃に取材で米国人と雑談中、「趣味が無い」と言うと、「何て虚しい人生だ」と憐れまれ、趣味を持つようになった[13]。

## 主な作品

### 漫画
- ニガヨモギ（三才ブックス、2000年 ISBN 4915540545）
- 千年王国（青林堂、2001年 ISBN 4792603595）
- 道徳の時間（三才ブックス、2003年、ISBN 4915540685）
- 辛酸なめ子の千年王国（洋泉社、2004年 ISBN 4896918169）
- ぬめり草（ぶんか社、2004年 ISBN 482118110X）

### エッセイ・コラムなど
- 自立日記（洋泉社、2002年 ISBN 4896916905）
- ほとばしる副作用（文藝春秋、2003年 ISBN 4163595902）
- 癒しのチャペル（白夜書房、2003年 ISBN 4893678795）
- 電車でコラ（ブックマン、2004年 ISBN 4893085530）
- お悩みカテドラル（主婦の友社、2005年 ISBN 4072450030）
- ヨコモレ通信（文藝春秋、2005年 ISBN 4163670505）
- アイドル万華鏡（コアマガジン、2005年 ISBN 4877348778）
- 消費セラピー（集英社、2006年 ISBN 4087460177）
- 女修行（インフォバーン、2006年 ISBN 4901873598）
- 片付けられない女は卒業します（メディアファクトリー 2007年 ISBN 978-4840118491）
  - 片付けられない女は卒業します（MF文庫ダ・ヴィンチ 2009年 ISBN 978-4-8401-2832-2）
- 皇室へのソボクなギモン（竹田恒泰共書、扶桑社  2007年 ISBN 978-4594054915）
- おでかけセレビッチ    ヨコモレ通信 (2) （文藝春秋、2007年 ISBN 4163688404）
- 女子の国はいつも内戦 （14歳の世渡り術） （河出書房新社、2008年 ISBN 430961647X）
- 下流社会の誘惑 BREAKMax （コアマガジン）
- 「爆笑おっぱい座談会」 BREAK Max (コアマガジン）巨乳専門誌で胸をテーマにした勝手な創作占いの連載を持っていたが、巨乳ファンに「巨乳をバカにしている!」と不評で連載が終わってしまい、巨乳に対しては複雑な思いを胸に秘めているという。（2007年10月号にて引用）
- アイドル食虫花（マガジンハウス、2008年 ISBN 486252463X）
- 女の人生すごろく（マガジンハウス、2008年 ISBN 4838718810）
- だれでも一度は、処女だった。（千木良悠子共著、理論社、2009年 ISBN 4652078412）
- 開運修業（講談社、2009年 ISBN 406215255X)
- 大人の怪談 （角川Oneテーマ21、角川書店、2009年）木原浩勝との対談集
- 女修行(文庫版）（講談社、2010年 ISBN 4062765535）
- アイドル万華鏡(文庫版）（河出書房新社、2010年 ISBN 4309410243）
- 霊道紀行（角川書店、2010年 ISBN 4048850490）
- 女子校育ち（筑摩書房、2011年 ISBN 4480688587）
- 開運するためならなんだってします！（講談社、2011年 ISBN 4062814242）
- 無銭ひとり散歩―お金をかけずに東京珍スポット見物! （コアマガジン、2011年 ISBN 4864360286）
- サバイバル女道（サイゾー、2011年 ISBN 490420915X）
- 辛酸なめ子の現代社会学（幻冬舎、2011年 ISBN 434402088X）
- 厄除開運人生（祥伝社  2012年 ISBN 4396430507）
- 皇室へのソボクなギモン(文庫版）（竹田恒泰共書、扶桑社  2012年 ISBN 4594065929）
- セレブの黙示録（朝日新聞出版、2012年 ISBN 978-4023311398）
- 霊道紀行(文庫版）（角川書店、2012年 ISBN 4041002990）
- 次元上昇日記（幻冬舎  2012年 ISBN 4344419294）
- 妙齢美容修業（講談社、2013年 ISBN 4062184036）
- 辛酸なめ子のつぶやきデトックス（宝島社、2013年 ISBN 4800208246）
- 絶対霊度（学研パブリッシング、2014年 ISBN 4054060145）
- なめ単（朝日新聞出版、2014年 ISBN 4022508728）
- 諸行無常のワイドショー（ぶんか社、2015年 ISBN 4821144034）
- 辛酸なめ子の世界恋愛文学全集（祥伝社、2016年 ISBN 4396634978）
- 大人のコミュニケーション術　渡る世間は罠だらけ（光文社新書、2016年 ISBN 4334039480）
- おしゃ修行（双葉社、2017年 ISBN 4575312819）
- 魂活道場（学研プラス、2017年 ISBN 4054066089）
- 辛酸なめ子と寺井広樹のあの世の歩き方（マキノ出版、2017年 ISBN 4837672531）
- 辛酸なめ子と寺井広樹のあの世の歩き方裏道マップ（マキノ出版、2018年 ISBN 4837672655）
- タピオカミルクティーで死にかけた土曜日の午後 40代女子叫んでもいいですか（PHP研究所、2019年 ISBN 4569843670）
- スピリチュアル系のトリセツ（平凡社、2020年 ISBN 4582838251）
- 愛すべき音大生の生態（PHP研究所、2020年 ISBN 4569846793）
- ヌー道 nude じゅんとなめ子のハダカ芸術入門（みうらじゅん共書、新潮社 2021年 ISBN 978-4103341529）
- 大人のマナー術（光文社新書 2023年 ISBN 4334046568）

### 小説
- 知恵熱（パルコ、2005年 ISBN 9784891947064）（池松江美名義）
- 男性不信（太田出版、2008年 ISBN 9784778311179）（同上）
- ヌルラン（太田出版、2018年 ISBN 9784778316518）

### 翻訳作品
- 「新」訳 星の王子さま（コアマガジン、2005年 ISBN 4877349006） サン＝テグジュペリ著

### その他
- ゲーム『風水先生』（HAMLET、1996年11月、セガサターン用ソフト）－3Dグラフィックを担当。アルバイト時代。
- 写真集『Mermaid Love』（1999年1月、自費出版）池松江美名義
- サイキック学院へようこそ[14]（フラッシュアニメ メインプログラマー:古山啓一郎 フジテレビ 少年タケシ 1999年）
- 『処女☆伝説 - オール・アバウト辛酸なめ子』（洋泉社、2004年 ISBN 4896918134）
- 井筒和幸ほか『憲法を変えて戦争に行こう―という世の中にしないための18人の発言』（岩波書店［岩波ブックレット］,2005年,ISBN 4000093576）
- 『セレビッチ』：「セレブ」＋「ビッチ」を組み合わせた、辛酸の造語。セレブでありながらビッチ（bitch＝「雌犬」「みだらな女」）な女性のこと。ハリウッドのセレブ『パリス・ヒルトン』のように上流階級にありながらスキャンダルまみれになってしまっている人たち。[15]オークラ出版の創刊女性誌『セレビッチ』のタイトルとしても使われる[16]。
- 虚無僧バーのマスター坊主のアイコン
- 朝日新聞 生活面『アロハで猟師してみました』近藤康太郎 - 年に数回掲載される農業生活体験ルポにイラストを提供。

### 電子書籍
- 『辛酸なめ子「無銭ひとり散歩」番外編』 Byakuya-Planet Co.,Ltd.、2011年5月5日
- 『男性不信』（池松江美名義） 太田出版、2011年5月16日
- 『サバイバル女道』 サイゾー、2011年10月16日

## 展覧会
- 池松江美物産展（タコシェ、1999年）
- KAGEKI METONYMICS: Subversions and Transformations from the Japanese Fringe（STEFAN STUX GALLERY, New York、2002年）
- ソウルメイトを探して・・・（ミヅマアートギャラリー、2003年）

## 出演

### テレビ
・SUGARと辛酸なめ子のあまから秘宝館（占いTV）コメンテーターとしてレギュラー出演
- インターネット天国（テレビ埼玉）「マルチメディア秘宝手帳」コーナーに隔週で約1年間出演。
- 爆笑問題のバク天!（TBS）
- 平成教育予備校（フジテレビ）
- 「ケータイ・ジャーナリスト・コンテスト」（審査員として出演）
- 情報プレゼンター とくダネ!（フジテレビ）2007年7月24日、コメンテーター出演（室井佑月の代役）。
- たけしの誰でもピカソ（テレビ東京）
- 近未来予報ツギクル（フジテレビ）ゲスト予報官（第1回 - 第3回）
- くちコミ☆ジョニー!（日本テレビ、2007年10月2日）※火曜レギュラー
- ウキ→ビジュ（中京テレビ）番組ブレーン・ゲストとして出演。
- 知る楽 女（わたし）が愛した作家 太宰治 （NHK教育テレビ、2009年10月）太宰治について語る。
- お願い!ランキング（テレビ朝日）※月曜レギュラー「やりすぎ校則」コメンテーター
- 芸能★BANG! → 芸能★BANG+（日本テレビ）
- 緊急検証!シリーズ（ファミリー劇場、2012年8月〜）
- 小山薫堂 東京会議（BSフジ）

### ラジオ
- メキキの聞き耳（JRN系列・不定期）
- ストリーム（TBSラジオ）
- ヒマラヤンVOICE〜聞く瞑想タイム〜 (InterFM897)

### 映画
- ヒミコさん（2007年、監督:藤原章） - スポーツ記者 役
- 緊急検証! THE MOVIE ネッシーvsノストラダムスvsユリ・ゲラー（2019年1月11日、東北新社）[17]
- 散歩屋ケンちゃん（映画）（2023年）- 被害者遺族　役